# Kwat Tau Tam
Kwat Tau Tam (kinesiska: 掘頭氹, 掘头氹) är en vik i Hongkong (Kina). Den ligger i den nordöstra delen av Hongkong. Kwat Tau Tam ligger på ön Kau Sai Chau.